# كلية المدربين التقنيين

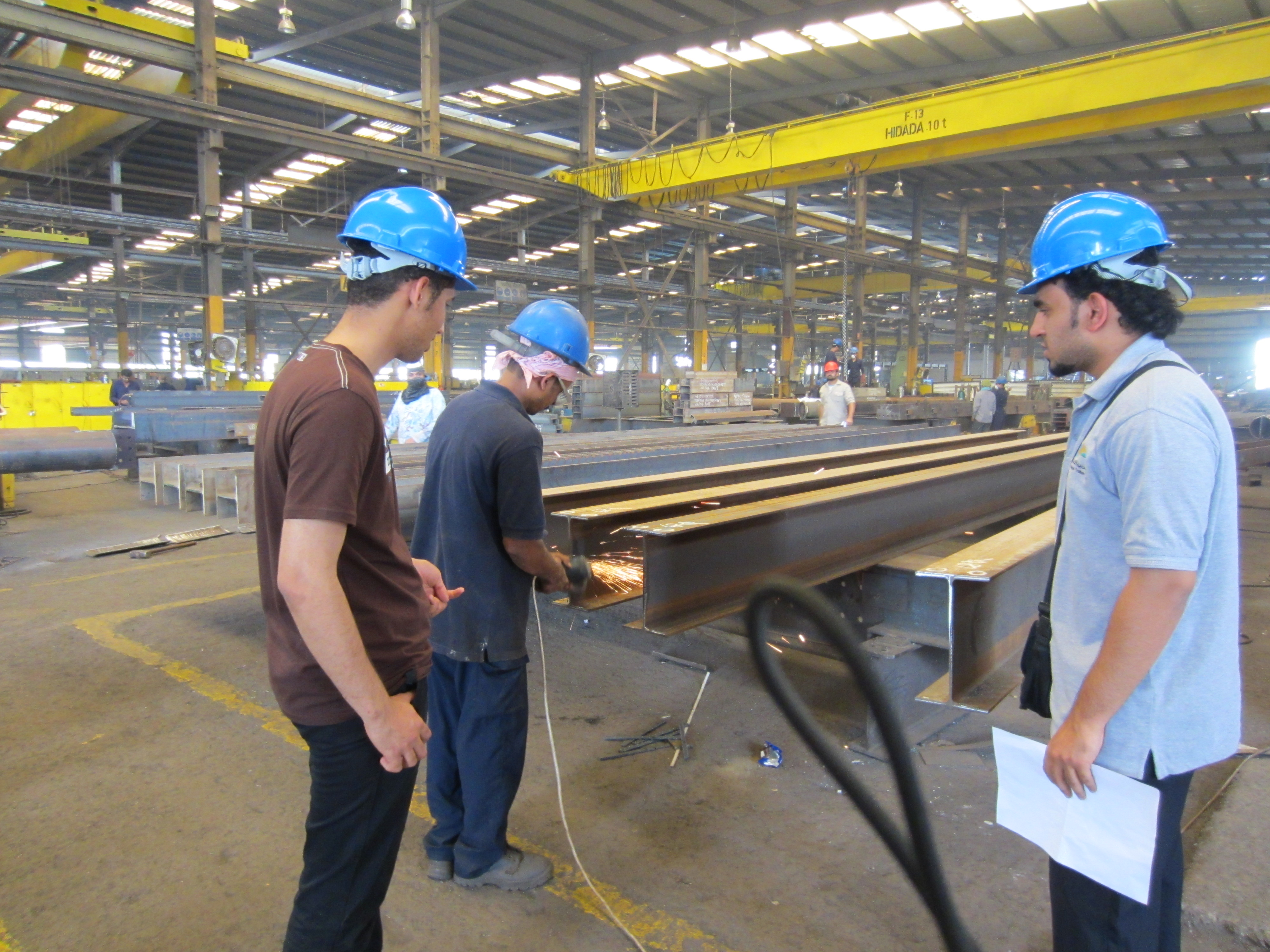
التدريب الميداني لطلاب الكلية

كلية المدربين التقنيينTechnical Trainers College وتختصر ب "TTC وهي كلية لتدريب المدربين التقنيين، تقع في العاصمة الرياض في المملكة العربية السعودية
والكلية ثمرة لاتفاق الشراكة بين الوكالة الألمانية للتعاون الدولي – الخدمات الدولية "“Gesellschaft für Internationale Zusammenarbeit – International Services” (GIZ-IS) " وبين حكومة المملكة العربية السعودية عبر المؤسسة العامة للتدريب التقني و المهني (TVTC), حيث تقوم "GIZ" بتشغيل الكلية بينما تقوم المؤسسة العامة للتدريب التقني والمهني"TVTC" بتحديد الأهداف والغايات، وقد اختارت المؤسسة العامة للتدريب التقني والمهني"TVTC" شركة "GIZ" لتأسيس برنامج تدريبي يتبع نفس نظام التدريب المزدوج في ألمانيا. إن الهدف من إنشاء الكلية هو إعداد وتأهيل الشباب السعودي ليصبحوا مدربين تقنيين يسهمون في برنامج المملكة العربية السعودية لتوطين الخبرات السعودة". ولاتزال كلية المدربين التقنيين إلى الآن من شهر نوفمبر/تشرين الثاني للعام 2013 المؤسسة التعليمية الوحيدة في إعداد وتدريب المدربين التقنيين في العربية السعودية
يتلقى المتدرب عدة دورات هندسية وتعليمية تتضمن المواد التخصصية في الهندسة، كما يتضمن الجزء التعليمي أسس التعامل مع مختلف الأنماط من الطلاب ودرجات فهمهم كما أنه يتحدث عن تاريخ تطور التعليم واسس إدارة الممتلكات والشركات والمصانع، يكون المتدرب قادرا على التحدث امام الجمهور باحترافية ويمكنه أيضا من إدارة وتنظيم فصله التدريبي أو شركته وموقعه التعليمي الذي يبث مواد تعليمية مختلفة.
يحصل كل متدرب على شهادة البكالوريوس التقني وفنون التدريب عند إتمام البرنامج التدريبي.
تمكنه من ممارسة عمله
1- ك مدرب تقني يقوم بإعداد المواد التريبيه لتدريب التقننين في التخصصات والمراكز المختلفة التي تتبناها المؤسسة العامة للتدريب التقني والمهني
2- ك مهندس أو مدرب بإحدى الشركات الكبرى

## تاريخ الكلية
تأسست كلية المدربين التقنيين في العام 2009 من خلال اتفاق التعاون المشترك بين حكومتي المملكة العربية السعودية (ممثلة بالمؤسسة العامة للتدريب التقني والمهني"TVTC" ) و بين الحكومة الألمانية (ممثلة بالوكالة الألمانية للتعاون الدولي "GIZ") وذلك للتقليل من الاعتماد على الخبراء والمؤسسات الأجنبية في إعداد وتدريب المدربين المهنيين والتقنيين السعوديين.
```
بعد الانتهاء من وضع الخطط الأولية واستصدار الموافقات الرسمية، بدأت أولى فصول التدريس في العام 2009 بدفعة أولية بلغت 150 طالباً , و من ثم تضاعفت أعدد الطلاب لتبلغ 884 طالباً في شهر نوفمبر/تشرين الأول من العام 2013 .وقد قامت الوكالة المركزية للاعتماد والتقييم الألمانية "زيفا(Zentrale Evaluations und Akkreditierungsagentur, ZEvA ) في العام 2012 باعتماد شهادة البكالوريوس في الهندسة التقنية في كلية المدربين التقنيين وفقا للمعايير الأوربية المعتمدة مما سمح للكلية اكتشاف الشركاءالمحتملين وعقد اتفاقات التعاون مع الجامعات في ألمانيا وأوروبا.
```

## القبول
تقوم كلية المدربين التقنيين بفتح باب التقدم ثلاث مرات سنوياً مع كل نهاية ترم. تعتمد عملية القبول بشكل رئيسي على اجتياز اختبارات في الرياضيات واللغة الإنكليزية التي تؤهل الطلاب للتسجيل في الفصل التحضيري في الكلية حيث يتلقون دروساً في اللغة الإنكليزية والرياضيات قبل البدأ بالصفوف المنتظمة

## البرامج الأكاديمية
تمنح كلية المدربين التقنيين حاليا شهادة واحدة في الهندسة التقنية في واحدة من المجالات التالية:
التقنية الكهربائية والإلكترونية (EET), تقنية المعلومات والاتصالات (ICT) والتقنية الميكانيكية (MT) في تسعة من التخصصات وهي:
قسم الكهرباء والالكترونيات
- الآلات الكهربائية
- الطاقة الكهربائية
- الالكترونيات

قسم تقنية المعلومات والاتصالات
- تطوير التطبيقات
- شبكات وإدارة نظم
- الاتصالات السلكية واللاسلكية

قسم التقنية الميكانيكية
- هندسة السيارات ( تبدأ في ربيع 2014)
- تقنية الإنتاج
- التكييف والتبريد

قسم الإدارة وإدارة الأعمال
- الخدمات اللوجستية
- المحاسبة المالية
- التسويق والمبيعات
- الموارد البشرية

ويتالف برنامج الهندسة التقنينة من 8 ثمانية فصول إضافة إلى الفصل التحضيري حيث يدرس مانسبته 60% في التقنيات النظرية و 40 % بنظريات علم أصول التدريس والتدريب المهني. ويتلقى الطلاب في كلية المدربين التقنيين التدريب العملي في المختبرات المختلفة الموجودة في الكلية حيث يتعلمون كيفية تشغيل واستخدام الآلات الحديثة جدا وذلك كجزء أساسي من تعليمهم التقني.
اللغة الإنكليزية هي لغة التدريس والعمل في كلية المدربين التقنيين حيث يتلقى الطلبة التدرب على مهارات اللغة الإنكليزية وأيضا يكمل الطلاب دراساتهم الاكاديمية بتلقي دروس في الدراسات الإسلامية.
وإضافة إلى التعليم في الفصول الدراسية، ينبغي على الطلاب إكمال فترتين تدريبيتين في فصل الصيف وفق ما يسمى التدريب التعاوني الذي يقوم به الطلاب غالبا في المملكة العربية السعودية ومع ذلك قام البعض منهم بالسفر خارج المملكة لاستكمال هذا المتطلب.
كما قامت أيضا كلية المدربين التقنيين في يونيو/حزيران من العام 2013 البدأ في تقديم برنامج التعليم المستمر للشركات في المملكة العربية السعودية.

## الشراكات
لدى كلية المدربين التقنيين العديد من اتفاقات التعاون مع جامعات التقنية التطبيقية في ألمانيا مثل Fachhochschule Biberach حيث قام بعض الطلاب بإنجاز التدريب التعاوني في فصل الصيف فيها وأيضا Hochschule Ravensburg-Weingarten و تبحث كلية المدربين التقنيين منذ نوفمبر/ تشرين الثاني من العام 2013 في زيادة شبكتها من اتفاقات التعاون.

## الطاقم التدريسي والإداري
يتكون الطاقم التدريسي في كلية المدربين التقنيين من جنسيات 27 دولة مختلفة حول العالم في القارات الخمسة وجميعهم خبراء في مجالات تخصصاتهم الا أن معظم الطاقم الإداري والتدريسي ينحدر ألمانيا. ويتألف القسم الإداري من خمس إدارات وهي: الكهرباء والالكترونيات و تقنية المعلومات والاتصالات و التقنية الميكانيكية وقسم اللغة الإنكليزية واصول التدريس، كما ويضم مبنى شؤون الطلاب قسم الدراسات الإسلامية

## وصلات خارجية
http://www.arabnews.com/news/479056
http://mediacenter.dw.de/english/video/item/767323/Business_Arabia_T_eacher_T_raining_C_enter_in_Saudi_Arabia/
http://www.giz.de/de/weltweit/18371.html
http://www.giz.de/de/mit_der_giz_arbeiten/8354.html
http://www.giz.de/de/mit_der_giz_arbeiten/8358.html